# Admiralty

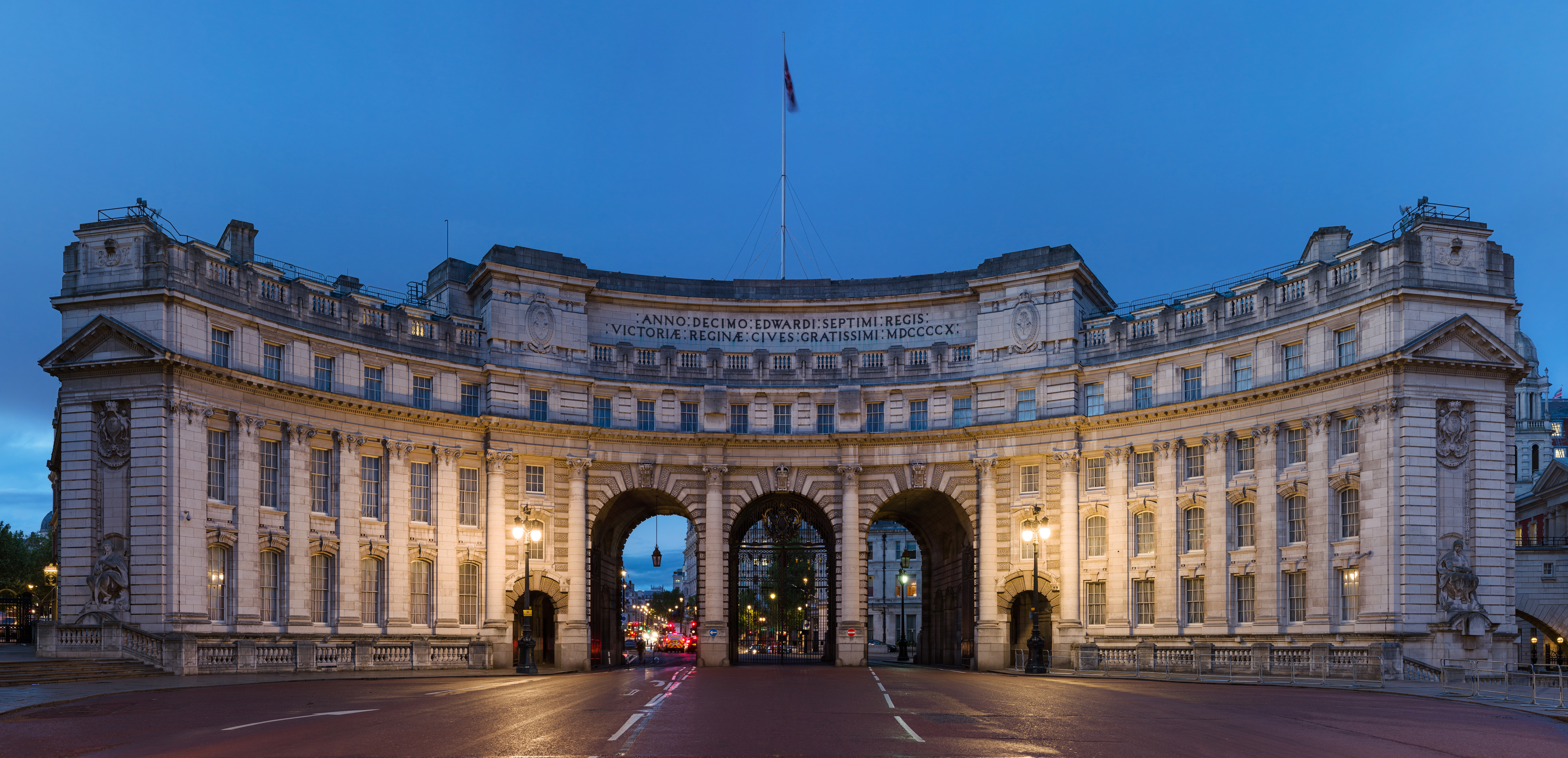
Admiralty Arch i London.

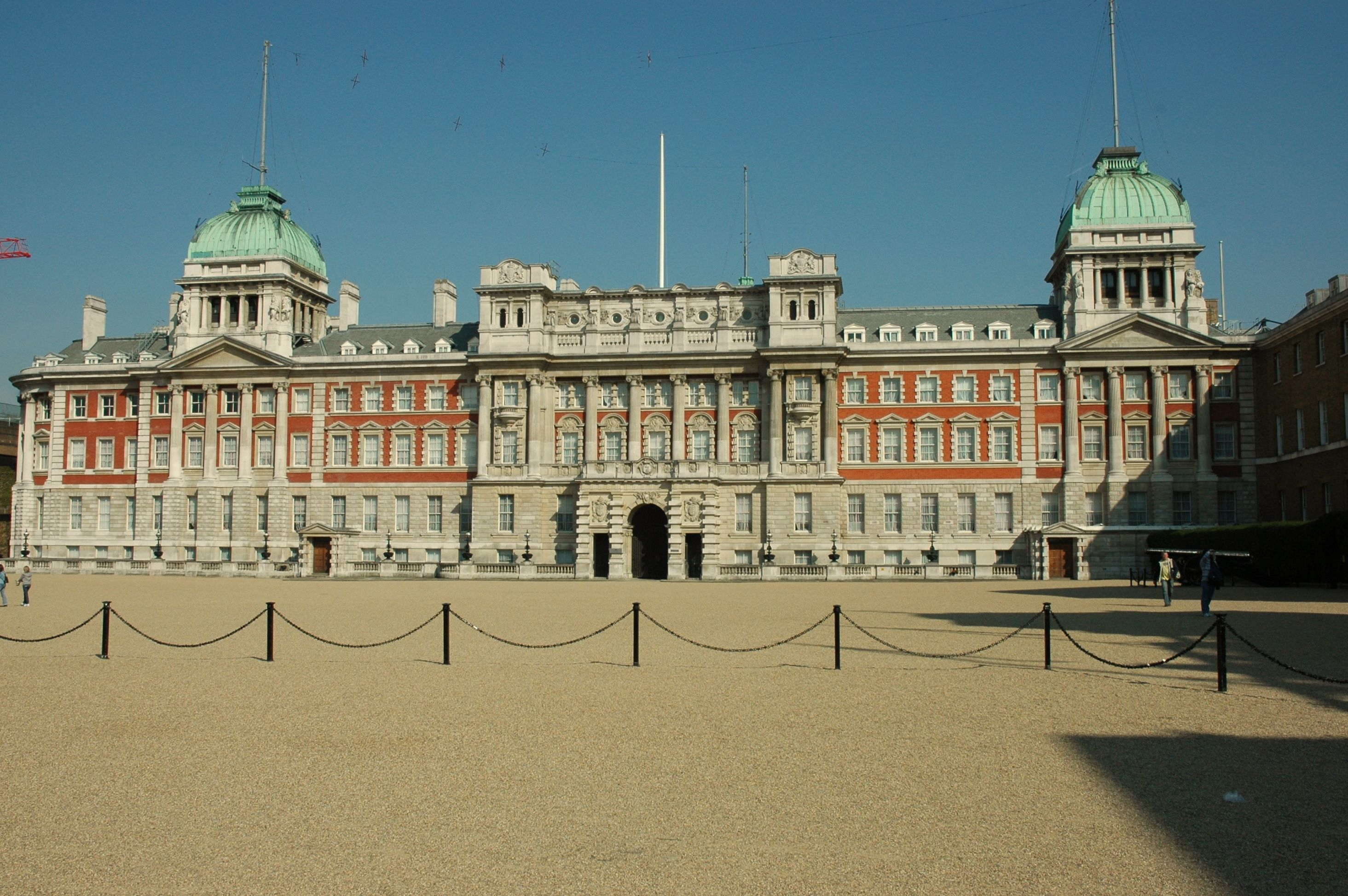
Admiralty House vid Whitehall i City of Westminster var amiralitetets säte och även residens för marinministern (First Lord of the Admiralty).

The Admiralty (Amiralitetet) var en statlig myndighet i England och senare Storbritannien som fram till 1964 ansvarade för Royal Navy. 

## Organisation och ledning
Från början enbart styrd av en person, Lord High Admiral, styrdes det kollektivt från 1700-talet av Lords Commissioners of the Admiralty, vars medlemmars benämning var amiralitetslord. Ordförande för amiralitetsstyrelsen (engelska: Board of Admiralty) var förste amiralitetslorden/marinministern (engelska: First Lord of the Admiralty). Flottans högste yrkesofficer, förste sjölorden, var föredragande inför amiralitetsstyrelsen.
1964 avskaffades amiralitetet och dess funktioner överfördes till Storbritanniens försvarsministerium. Titeln "Lord High Admiral" finns idag kvar som en hederstitel inom kungahuset.
Den högste yrkesmilitära befattningen inom flottan är alltjämt förste sjölorden, men den som efter 1964 har det yrkesmässiga ansvaret för ledningen av hela Storbritanniens väpnade styrkor är försvarschefen (engelska: Chief of the Defence Staff), denne i sin tur ansvarar inför Storbritanniens försvarsminister (engelska: Secretary of State for Defence), som i sin tur ansvarar inför premiärministern.